# 阿德萬斯 (印地安納州)
阿德萬斯（英語：Advance）是一個位於美國印地安納州布恩縣的城鎮。

## 地理
阿德萬斯的座標為39°59′48″N 86°37′09″W / 39.99667°N 86.61917°W，而該地的平均海拔高度為284米（即932英尺）。

## 人口
根據2010年美國人口普查的數據，阿德萬斯的面積為1.61平方千米，當中陸地面積為1.61平方千米，而水域面積為0.00平方千米。當地共有人口477人，而人口密度為每平方千米296人。